# Eriostemon tomentellus
Eriostemon tomentellus là một loài thực vật có hoa trong họ Cửu lý hương. Loài này được Diels & E.Pritz. mô tả khoa học đầu tiên năm 1904.